# ニース国際映画祭
二ース国際映画祭（ニースこくさいえいがさい、英：Nice International Film Festivalは、フランスのニースで開催される国際映画祭。2013年より毎年5月に開催されている。
毎年、世界各国からインディペンデント系の個性的かつ将来性のある作品が選出されている。

## 受賞した日本の映画作品
- 2017年度（第５回）
  - 『星を継ぐ者〈ディレクターズカット版〉／Inherit The Stars: The Director's Cut』（末長敬司監督）特殊視覚効果賞（久世崇史）

- 2018年度（第６回）
  - 『私は絶対許さない』（和田秀樹監督）脚本賞
  - 『第二警備隊』（柿崎ゆうじ監督）外国語映画部門・最優秀助演男優賞
  - 『モダン・ラブ』（福島拓哉監督）最優秀音響賞
  - 『冷たい床／Cold Feet』（末長敬司監督）外国語映画部門・最優秀短編映画賞

- 2019年度（第７回）[1]
  - 『ひとくず』（上西雄大監督）外国語映画部門・助演女優賞
  - 『AIM POINT』（末長敬司監督）外国語映画部門・最優秀短編監督賞（末長敬司）、最優秀短編主演女優賞（片倉わき／當山実佳）

- 2020年度（第８回）
  - 『The Stars My Destination／星を継ぐ者』（末長敬司監督）審査員特別賞
  - 『Bread Salt and Heart』（末長敬司／マクフィレ・ミフタリ監督）最優秀ドキュメンタリ―撮影賞（末長敬司／ハナムラチカヒロ）

- 2021年度（第９回）
  - 『西成ゴローの四億円』（上西雄大監督×奥山和由プロデューサー）外国語映画部門・長編映画作品賞、最優秀主演男優賞

- 2023年度（第11回）
  - 『信虎』（金子修介・宮下玄覇監督）最優秀オリジナル脚本賞、外国語映画部門・最優秀特殊視覚効果賞
  - 『ムーンライト・ダイナー』（神威杏次監督）外国語映画部門・最優秀助演男優賞